# Футбольна асоціація Південного Судану
Футбо́льна асоціа́ція Півде́нного Суда́ну (англ. South Sudan Football Association) — організація, що здійснює контроль і управління футболом у Південному Судані. Заснована у квітні 2011 році.

## Історія

### Заснування та визнання
У квітні 2011 року міністр у справах молоді спорту та відпочинку уряду Південного Судану Макуак Тені Йок видав наказ про створення тимчасової футбольної асоціації. Тимчасова асоціація повинна працювати протягом року і займатися стимулюванням розвитку футболу у Південному Судані. Керівниками футбольної асоціації були призначені Олівер Морі Бенджамін (президент), Доуб Фодж Джок (віце-президент), Рудольф Андера Оуджика (генеральний секретар) та Джаден Джада Соломон (скарбник). Загалом існує 17 членів асоціації.
У лютому 2011 року президент КАФ Ісса Хаяту, коментуючи ситуацію з приєднанням футбольної асоціації Південного Судану до КАФ, зазначив: «...Ми готові до приєднання нового члена і відправили делегацію для вивчення ситуації. Виходячи з їхнього звіту ми будемо приймати рішення». У травні 2011 року КАФ призначило свого представника у футбольній асоціації Південного Судану.
На конгресі КАФ у лютому 2012 року обговорювалося питання включення Південного Судану до свого складу і 10 лютого конфедерація прийняла нового члена. 25 травня 2012 року члени ФІФА також прийняли Південний Судан, зробивши його 209 членом організації. Зі 176 членів ФІФА, що брали участь в обговоренні, лише 4 проголосували проти приєднання Південного Судану ФІФА.

### Становлення
Майже відразу перший офіційний міжнародний товариський матч провела збірна Південного Судану, зігравши внічию 2:2 10 липня зі збірною Уганди.
З 2013 року південносуданські клуби стали брати участь в афрокубках, а наступного року національна збірна почала брати участь у офіційних турнірах під егідою КАФ, взявши участь у кваліфікації КАН-2015.